# Kościół św. Jakuba Apostoła w Podegrodziu

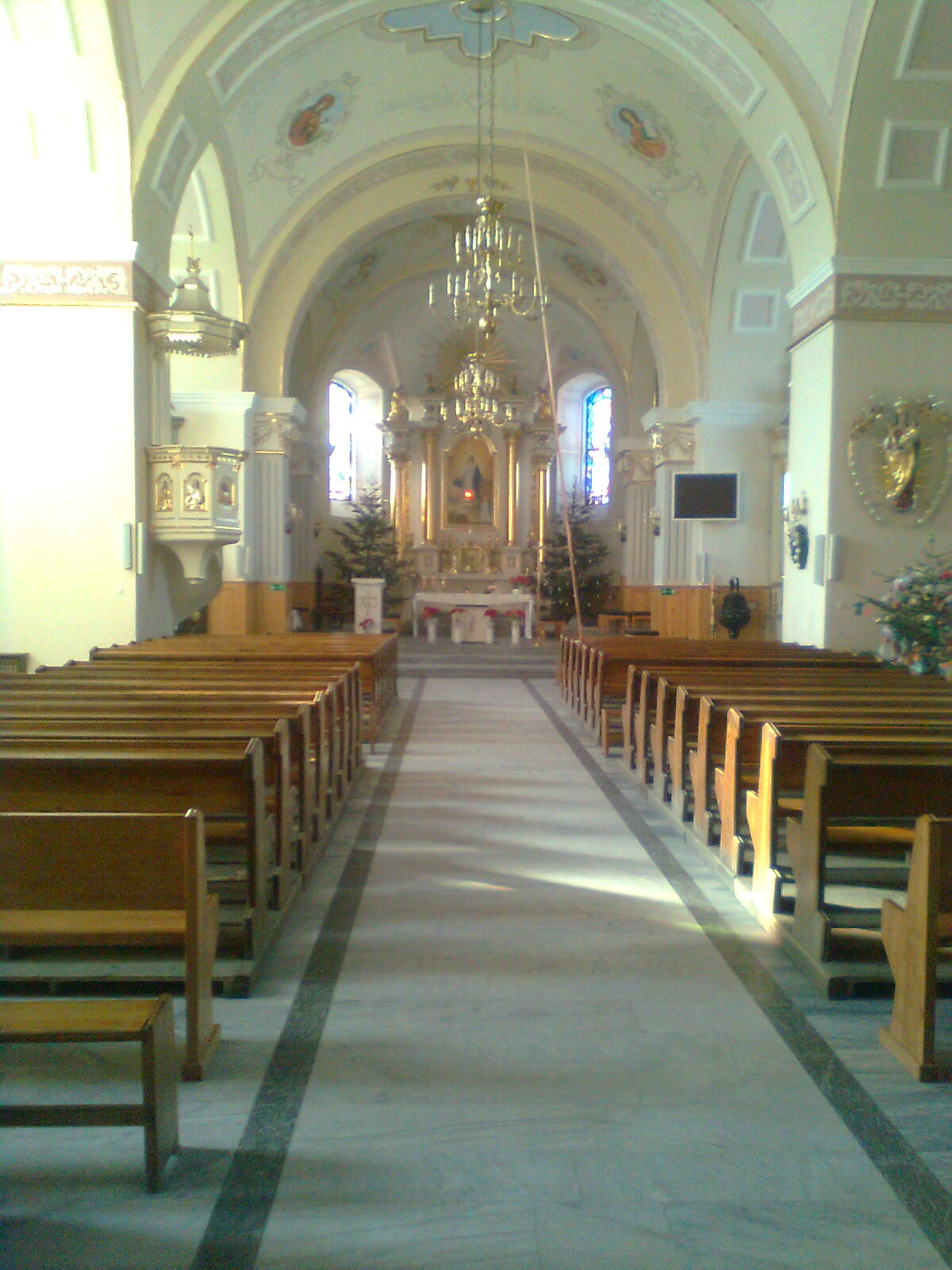
Wnętrze kościoła

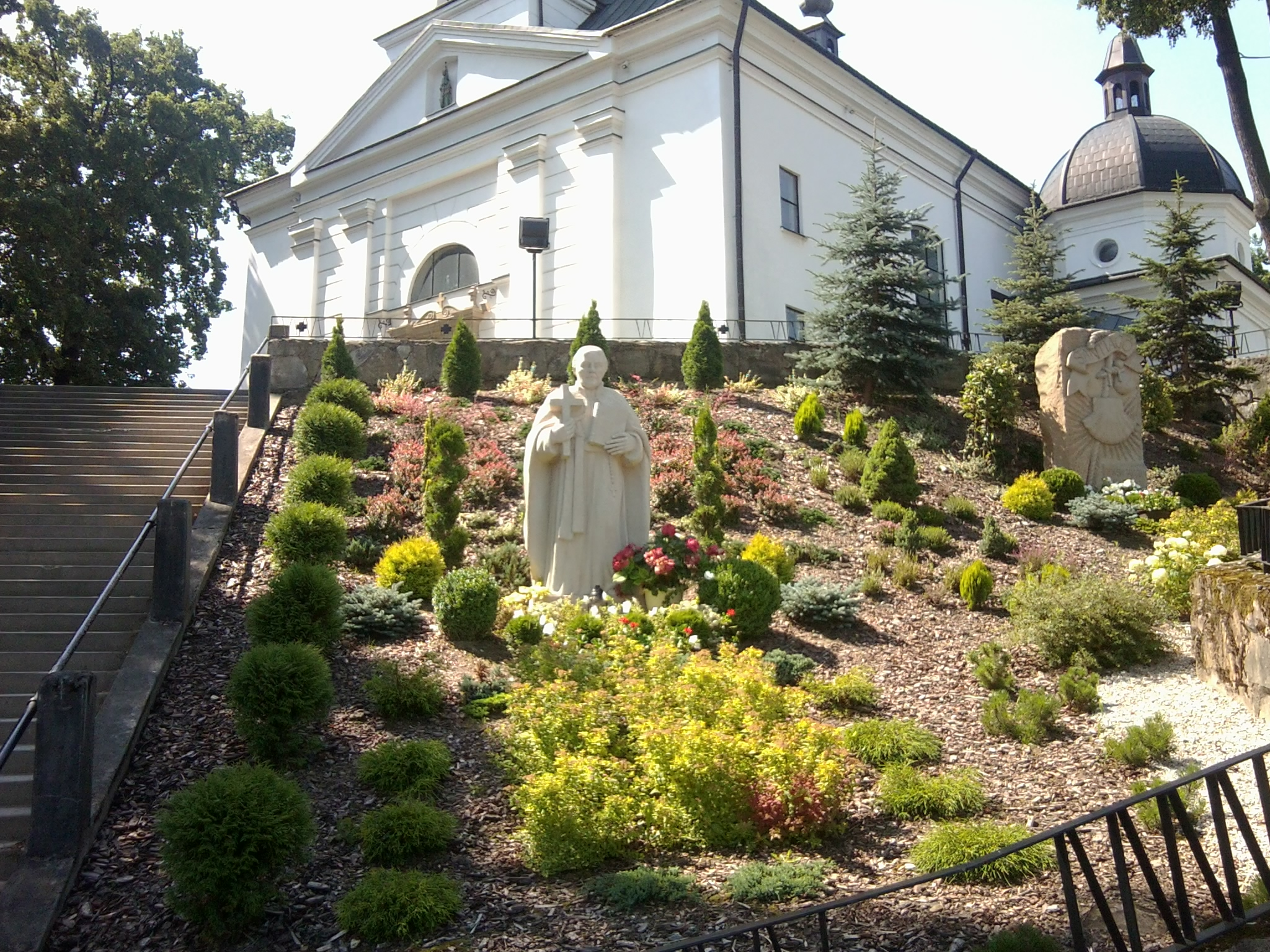
Pomniki: św. Stanisława Papczyńskiego i św. Jakuba

Kościół św. Jakuba Apostoła w Podegrodziu – kościół parafialny znajdujący się w Podegrodziu.
Pierwszy kościół w Podegrodziu istniał już w 1014 r. Był to drewniany budynek, z murowaną absydą. W 1822 r. spłonął, a na jego miejscu zbudowano kościół istniejący do dziś. Świątynia ta powstała w latach 1830 - 1835. 9 maja 1831 r. wmurowano kamień węgielny, a 27 sierpnia 1835 r. kościół został konsekrowany. W latach 1994–2000 dobudowana została kaplica Świętego Ojca Stanisława Papczyńskiego.
Przed kościołem znajdują się dwa pomniki: św. Jakuba Apostoła, postawiony w celu upamiętnienia roku św. Jakuba oraz św. St. Papczyńskiego.

## Architektura
Świątynia, którą dziś możemy podziwiać zbudowana została w stylu klasycystycznym, z cegły, otynkowana i pokryta blachą. Jest to budowla trzynawowa, z półkolistą absydą. Prezbiterium zamknięte półkoliście, po którego bokach znajdują się dwie, symetryczne zakrystie. Od frontu nad resztą kościoła wznosi się kwadratowa wieża, posiadająca trzy dzwony. Z prawej strony świątyni znajduje się, dobudowana czworoboczna kaplica św. o. St. Papczyńskiego.
Elewacja frontowa w części środkowej zwieńczona jest trójkątnym gzymsowym przyczółkiem, rozczłonkowana czterema pilastrami, dekorowana pseudo rustyką. Wieża wtopiona częściowo w dach korpusu o podziałach pseudo rustykowych i oknach z witrażami ujętych pilastrami, zwieńczona hełmem baniastym z latarnią. Na korpusie dach wielospadowy, z niewielką czworoboczną wieżyczką na sygnaturkę.

## Wnętrze
Wnętrze kościoła nakryte jest sklepieniami kolebkowymi i żaglastymi, a poszczególne nawy wydzielone gurtami. Polichromia kościoła, bogato zdobiona, przedstawia świętych i błogosławionych, m.in.: św. Kingę, św. A. Świerada, św. A. Bobolę, św. Szymona z Lipnicy i bł. Karolinę.
W lunetach prezbiterium umieszczono dwa obrazy namalowane w 1954 r. przez Czesława Lenczowskiego: jeden przedstawia św. o. St. Papczyńskiego błogosławiącego króla Jana III Sobieskiego i jego wojsko, natomiast drugi przedstawia mieszkańców Podegrodzia składających wieńce żniwne Matce Bożej Królowej Polski. Po obu stronach prezbiterium znajdują się witraże przedstawiające: Matkę Boską z Dzieciątkiem (fundacji ks. Józefa Alberskiego) oraz św. o. St. Papczyńskiego (fundacji Stefanii i Czesława Frączków z Juraszowej).
W kościele znajdują się: Chrzcielnica marmurowa, z 1409 roku, ufundowana przez arcybiskupa Mikołaja Trąbę, barokowe organy, ambona z XIX wieku z płaskorzeźbami ewangelistów na parapecie, obrazy NMP Królowa Polski i o. Stanisław Papczyński (namalowane w 1956 r. przez Czesława Lenczowskiego), rzeźby: grupa Nawiedzenia, (późnorenesansowa z XVI-XVII w.), dwa posągi św. Biskupów (barokowo ludowe z XVIII w.), Chrystus Ukrzyżowany (XVIII w.), Chrystus u słupa (barokowo-ludowy z XVIII w.), krucyfiks procesyjny (XVIII w.). Na wyposażeniu świątyni są również stare ornaty, monstrancje i kielichy. Jeden z orantów, haftowany, zachowany w bardzo dobrym stanie pochodzi z XVI wieku.

### Ołtarze
Św. Jakuba - ołtarz główny znajdujący się w prezbiterium. Klasycystyczny z 1865 r. wykonany według projektu Alojzego Pazdanowskiego. W nim obraz św. Jakuba Starszego Apostoła namalowany w 2006 roku przez Kazimierza Twardowskiego, oraz drugi obraz tego samego artysty, Niepokalane Poczęcie NMP. Bogato zdobiony, pozłacany, z licznymi płaskorzeźbami zwieńczony gołębicą symbolizującą Ducha Świętego, otoczoną promieniami. W ołtarzu znajduje się tabernakulum.
Św. Anny Samotrzeć - boczny, przyścienny ołtarz. Wykonany w połowie XIX w., w stylu barokowym. Architektoniczny z wystrojem rzeźbiarskim z XVII i XVIII w. W zwieńczeniu utrzymanym w formie glorii płaskorzeźba "Wniebowstąpienie" w otoczeniu aniołów. Znajdująca się w ołtarzu barokowa płaskorzeźba św. Anny pochodzi z przełomu XVII i XVIII w.
Św. Józefa - boczny, przyścienny ołtarz. Wykonany pod koniec XVII w. Architektoniczny, złocony i polichromowany. Kompilowany z barokowym wystrojem rzeźbiarskim z XVII i XVIII w., z figurami św. Jana Chrzciciela i Jana Ewangelisty. W nastawie ołtarzowej obraz zasuwany obrazem Matki Bożej w tajemnicy Zwiastowania. Zwieńczenie w formie glorii płaskorzeźba "Wniebowzięcia NMP" w otoczeniu aniołków.